# Pomoná
Pomoná, eredeti nevén Pakbul egy maja régészeti lelőhely délkelet-Mexikóban, Tabasco államban. Nevét a közeli Pomoná patakról kapta.

## Leírás
Pomoná Tabasco állam délkeleti részén, Tenosique község területén, egy dombvidéken található Tenosique de Pino Suárez városától mintegy 40 km távolságra, nagyrészt őserdővel körülvéve. Az Usumacinta folyó völgyének városai, köztük Pomoná is, a késői klasszikus korban (600 és 900 között) élték fénykorukat. A közelben kanyargó folyónak köszönhetően talaja kiválóan alkalmas volt a növénytermesztésre, erre pedig az itt lakó maják pedig olyan fejlett módszereket is alkalmaztak, mint például a teraszos művelés. Egy hieroglif írásból kiderül, hogy a település Palenque szövetségese volt, ám 790-ben szembe került Piedras Negrasszal, amelytől vereséget is szenvedett. A város romjait 1959-ben véletlenül fedezte fel egy csoport földműves, akik a mezőgazdasági művelésre alkalmas földeket mérték fel.
Építményei a dombok csúcsain elszórva helyezkednek el, egymástól viszonylag nagy távolságra, összesen mintegy 175 hektáros területen a Pomoná patak jobb partján. Hat fontos építménycsoportján kívül néhány egyéb lakóterületből áll, de a hat csoportból csak egy, az északi lett feltárva. Ez egy téglalap alakú tér három oldalán elhelyezkedő 13 építményből áll.
A tér közepén egy kis oltár áll, amelynek négy oldalán négy kis lépcső helyezkedik el. Az úgynevezett 5-ös, 6-os és 7-es templom hasonló szerkezetű: boltozattal fedett épületük egy-egy lépcsőzetes alapzaton áll. Az északi oldalon található 1-es templom egy hét lépcsőzetes testből álló piramis, míg mind közül a legkülönlegesebb a 4-es templom. Ez szintén lépcsőzetes alapzaton áll, díszített lépcsőkorlátjai Kin napistent ábrázolják, belsejében pedig hieroglifikus feliratokkal ellátott, gazdag ruházatú embereket megjelenítő alkotásokat találtak.
A Pomonához tartozó kis múzeum 120 régészeti leletet mutat be, köztük sztéléket, kőtáblákat, kőmaszkokat és kovakő késeket.

## Képek

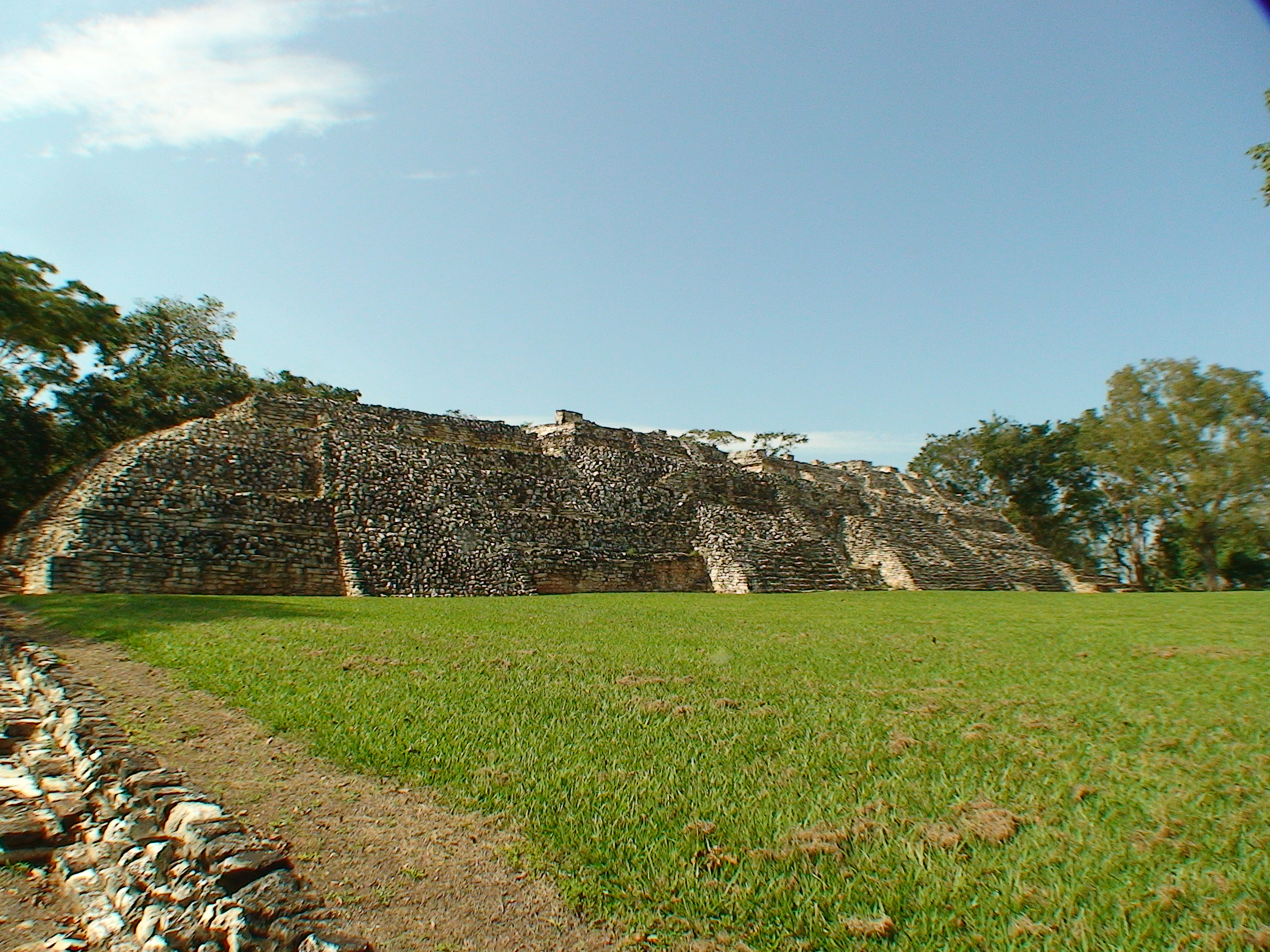
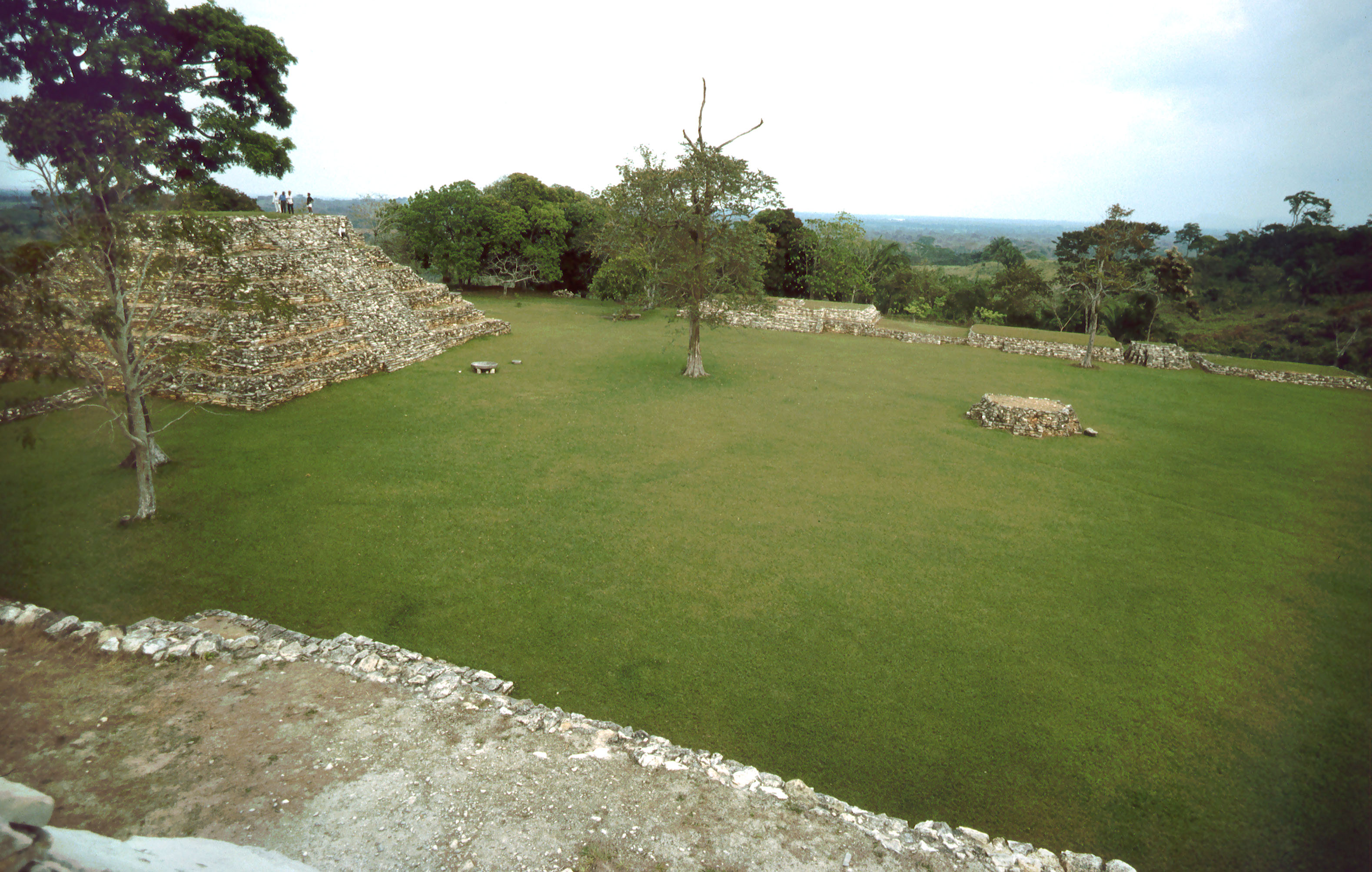
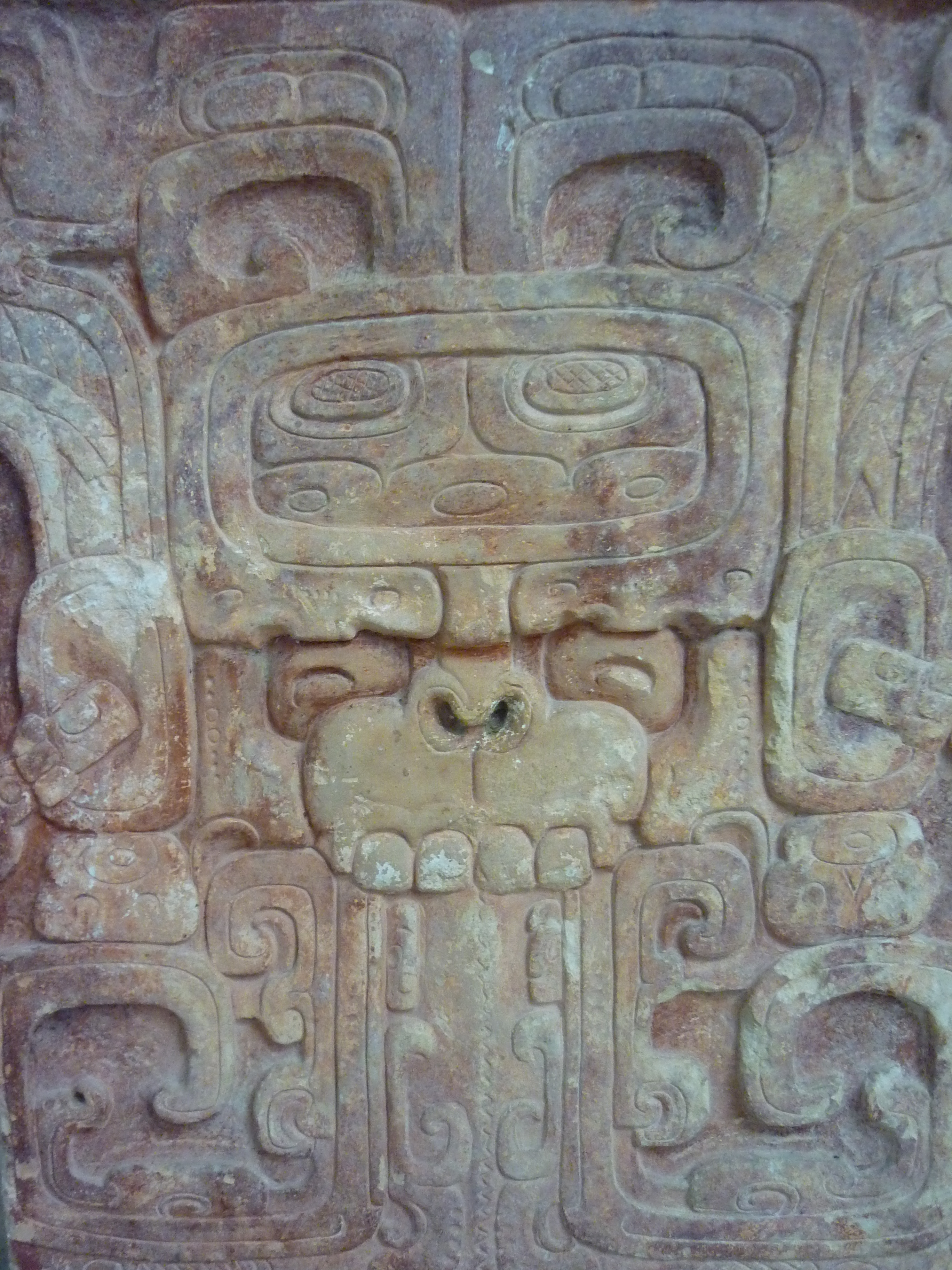
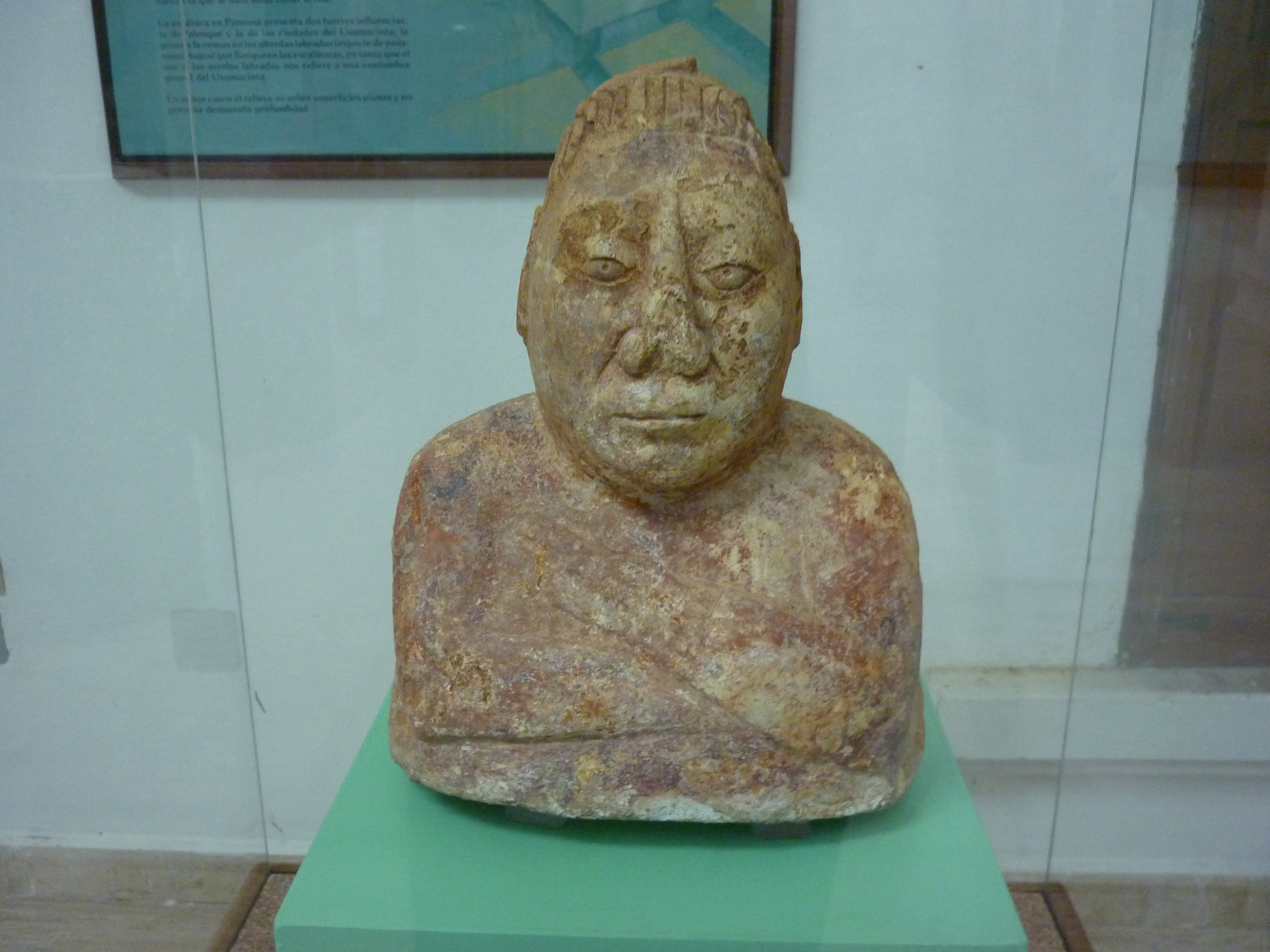